# حشره‌خوار فروبوم اوگاندایی
 حشره‌خوار فروبوم اوگاندایی (نام علمی: Crocidura selina) نام یک گونه از سرده حشره‌خوارهای دندان‌سفید است.